# ТЕЦ Забже
ТЕЦ Забже (Zabrze) – теплоелектроцентраль у однойменному місті на півдні Польщі, за півтора десятка кілометрів на захід від Катовиць.
Ще в 1898 році німецька компанія AEG запустила в Забже (котре до кінця Другої світової війни належало Німеччині) електростанцію Kraftwerk Zaborzew потужністю 0,84 МВт. Внаслідок кількох модернізацій її потужність у 1942-му досягла показника у 176 МВт. Втім, вже за кілька років після поразки Німеччини у війні основне обладнання ТЕС вивезли до СРСР. На початку 1950-х роботу майданчику відновили з використанням нового обладнання чеської компанії Skoda, а в кінці 1960-х станція почала виконувати функцію теплоелектроцентралі.
Станом на середину 2010-х на ТЕЦ продовжували діяти чотири парові вугільні котли Skoda ОР-130, введені в експлуатацію у 1951 – 1952 роках. Вони живили:
- запущений в 1953-му агрегат №8, який складався із турбіни виробництва швейцарської компанії Brown Bovery типу BBC DCN40/28 потужністю 11 МВт та генератора Brown Bovery WT522b;
- встановлену у 1976-му в агрегаті №4 турбіну ельблонзького виробника Zamech типу ТС-25 з потужністю 30 МВт, яка приводила в дію генератор GT25-01, постачений вроцлавським заводом Dolmel;
- встановлену у 1998-му в агрегаті №7 турбіну Zamech типу 9С50, пристосовану до генератора Skoda 5H628/2 з показником 35 МВА. Потужність агрегату №7 становила 32,9 МВт.
У 1980-х взялись за створення другої черги станції. Зокрема, встигли спорудити димар висотою 200 метрів та встановити у 1990-му і 1992-му два вугільні водогрійні котли WP-120/1 потужністю по 139 МВт, постачені компанією Rafako із Ратибора. Крім того, в 2003-му змонтували газовий паровий котел КР-20 потужністю 20 МВт виробництва Loos. Втім, станом на станом на середину 2010-х використовували лише один з котлів WP-120/1, а ТЕЦ мала теплову потужність на рівні 431,6 МВт.
В 2018-му для заміни старих агрегатів на майданчику запустили новий енергоблок електричною та тепловою потужністю 75 МВт та 145 МВт відповідно, який за планами повинен виробляти 550 млн кВт-год електроенергії на рік. Він має парову турбіну Doosan Skoda та котел з циркулюючим киплячим шаром Foster Wheeler CFB-218, який розрахований на спалювання вугілля, біомаси та відходів (RDF). 
При цьому майданчик в Забже сполучили теплотрасою із опалювальною системою міста Битом, що дозволило вивести з експлуатації генеруючі потужності на ТЕЦ Меховіце. Остання належить тому ж власнику – фінській компанії Fortum – та наразі перетворена на пікову котельню.